# Selecció de futbol de Ghana
La Selecció de futbol de Ghana és l'equip representatiu del país a les competicions oficials. Està dirigida per l'Associació de Futbol de Ghana (en anglès, Ghana Football Association), pertanyent a la CAF.
Ghana ha estat un dels principals equips africans de futbol. Ha obtingut quatre vegades el títol de la Copa d'Àfrica de Nacions i en la seva única participació en una Copa del Món de Futbol va arribar a vuitens de final. A nivell juvenil, Ghana ha obtingut dues vegades el títol de la Copa del Món Sub-17 i el subcampionat de la Copa del Món Sub-20, també en dues ocasions.

## Competicions internacionals

### Participacions en la Copa del Món
- Des de 1930 a 1958 - No hi participà
- 1962 - No es classificà
- 1966 - Retirada
- 1970 - No es classificà
- 1974 - No es classificà
- 1978 - No es classificà
- 1982 - Retirada
- Des de 1986 a 2002 - No es classificà
- 2006 - Vuitens de final - 13é lloc
- 2010 - Quarts de final
- Brasil 2014 - Primera fase
- 2018 - Primera fase

### Participacions en la Copa d'Àfrica
| - 1957 - No participà - 1959 - No participà - 1962 - No es classificà - 1963 - Campió - 1965 - Campió - 1968 - Final - 2n lloc - 1970 - Final - 2n lloc - 1972 - No es classificà - 1974 - No es classificà - 1976 - No es classificà - 1978 - Campió - 1980 - Primera fase - 1982 - Campió - 1984 - Primera fase |  | - 1986 - No es classificà - 1988 - No es classificà - 1990 - No es classificà - 1992 - Final - 2n lloc - 1994 - Quarts de final - 1996 - Semifinals - 4t lloc - 1998 - Primera fase - 2000 - Quarts de final - 2002 - Quarts de final - 2004 - No es classificà - 2006 - Primera fase - 10é lloc - 2008 - Semifinals - 3r lloc - 2010 - Final - 2n lloc - 2012 - Semifinals - 4t lloc - 2013 - Semifinals - 4t lloc - 2015 - Subcampió - 2d lloc - 2017 - Semifinals - 4t lloc |

## Jugadors
Els següents 23 jugadors han estat convocats per la Copa del Món 2014
| Dorsal | Posició | Jugador            | Data de naixement/edat | Partits | Gols | Club                 |
| ------ | ------- | ------------------ | ---------------------- | ------- | ---- | -------------------- |
| 1      | POR     | Richard Ofori      | 1 de novembre de 1993  | 14      | 0    | Maritzburg United    |
| 12     | POR     | Lawrence Ati-Zigi  | 29 de novembre de 1996 | 2       | 0    | Sochaux              |
| 16     | POR     | Joseph Addo        | 2 de novembre de 1990  | 0       | 0    | Aduana Stars         |
| 2      | DEF     | Harrison Afful     | 24 de juny de 1986     | 84      | 0    | Columbus Crew        |
| 15     | DEF     | John Boye          | 23 d'abril de 1987     | 63      | 5    | Metz                 |
| 4      | DEF     | Jonathan Mensah    | 13 de juliol de 1990   | 61      | 1    | Columbus Crew        |
| 17     | DEF     | Lumor Agbenyenu    | 15 d'agost de 1996     | 10      | 0    | Sporting CP          |
| 12     | DEF     | Kasim Nuhu         | 22 de juny de 1995     | 5       | 2    | 1899 Hoffenheim      |
| 13     | DEF     | Andy Yiadom        | 2 de desembre de 1991  | 5       | 0    | Reading              |
| 10     | MIG     | André Ayew         | 17 de desembre de 1989 | 80      | 14   | Fenerbahçe           |
| 7      | MIG     | Christian Atsu     | 10 de gener de 1992    | 59      | 10   | Newcastle United     |
| 11     | MIG     | Mubarak Wakaso     | 25 de juliol de 1990   | 52      | 12   | Alavés               |
| 6      | MIG     | Afriyie Acquah     | 5 de gener de 1992     | 34      | 1    | Empoli               |
| 5      | MIG     | Thomas Partey      | 13 de juny de 1993     | 19      | 7    | Atlético Madrid      |
| 18     | MIG     | Nana Opoku Ampomah | 2 de gener de 1996     | 4       | 0    | Waasland-Beveren     |
|        | MIG     | Majeed Ashimeru    | 10 d'octubre de 1997   | 1       | 0    | St. Gallen           |
| 3      | DAV     | Asamoah Gyan       | 22 de novembre de 1985 | 106     | 51   | Kayserispor (Capità) |
| 9      | DAV     | Jordan Ayew        | 11 de setembre de 1991 | 51      | 14   | Crystal Palace       |
| 8      | DAV     | Abdul Majeed Waris | 19 de setembre de 1991 | 32      | 4    | Nantes               |
| 14     | DAV     | Emmanuel Boateng   | 23 de maig de 1996     | 3       | 1    | Levante              |

## Jugadors històrics
- Abédi Pelé
- Tony Yeboah
- Nil Lamptey
- Ibrahim Sunday
- Richard Andoh
- Michael Essien
- Owusu Ampomah